# Трубка для подводного плавания
Дыха́тельная тру́бка, Шно́ркель (от нем. Schnorchel — трубка) — одна из частей снаряжения для подводного плавания. Предназначена для облегчения плавания в приповерхностных слоях воды без необходимости поднимать голову для вдоха. Даже на 25-ти сантиметровой глубине дыхание уже существенно затруднено, поэтому трубки не делают особенно длинными. Трубки для подводного плавания не изготовляют длиной более 400 мм и диаметром более 20 мм. У трубки две основные части: это загубник и собственно трубка. В верхней части трубки может располагаться волноотбойник — насадка, которая предотвращает захлёстывание воды и попадание брызг в трубку или иное приспособление, не позволяющее попадать воде в трубку при нырке. 

## Выбор трубки
- Загубник выполняется из мягкого силикона, который без затруднений позволяет удерживать трубку во рту. Иногда загубники сделаны из термопластичного полимера, после нагрева которого можно зубами придать индивидуальную форму, соответствующую прикусу ныряльщика, для удобства и надёжной фиксации во рту. Загубник может быть создан как для конкретной модели трубки, так и типовым, идентичным загубнику для лёгочных автоматов дайверов.
- Длина трубок и их диаметр могут быть различными. Чем длиннее трубка, тем меньше она заливается водой и брызгами, но тем больший объём воды надо выдувать из неё при выныривании.
- Исследования показывают, что трубки овального сечения меньше вибрируют в воде и уменьшают сопротивление в воде при плавании.
- Большой диаметр трубки обеспечивает меньшее сопротивление потоку воздуха, но увеличивает объём воды, который надо выдувать, кроме того, большой объём трубки увеличивает мёртвый объём (часть объёма, которая остаётся в трубке и лёгких с большим содержанием углекислого газа). Поэтому оптимальными следует считать длину трубки около 40 см (от изгиба до верхнего среза) и диаметр около 2,5 см.
- Трубка дыхательная с центральной фиксацией для поддержания обтекаемости с наименьшим сопротивлениемДля аквалангистов удобны трубки с гибкими сегментами, позволяющие быстро переключаться с аппарата на трубку.
- Очень часто в нижней или средней части трубки размещают специальные клапаны, выпускающие воду и воздух из трубки, но не впускающие их обратно. Такой клапан значительно снижает давление, необходимое для продувания трубки.
- Клапан с шариком, размещённый на вершине трубки, препятствует проникновению воды в трубку при нырянии или волнении. Но в клапан могут попадать песчинки или водоросли, нарушающие нормальную работу клапана.
- Трубка должна иметь специальную систему крепежа в виде пластикового зажима или резинового кольца для крепления к маске. Это особенно актуально для аквалангистов, так как отсутствие крепления может привести к потере трубки. Без такого крепления трубку зачастую продевают под ремешок маски.
- Цвет трубки определяется только вкусом владельца, но полезно, чтобы трубка или самый её кончик были яркого цвета (обычно красного). Яркий цвет необходим для улучшения заметности ныряльщика на воде.
- Для подводной охоты выпускают трубки тёмных цветов. Они гибкие по всей длине для предотвращения застревания при охоте в корягах, камышах и других труднодоступных местах.